# Vuelta al Distrito de Santarém
La Vuelta al Distrito de Santarém (oficialmente: Volta ao Distrito de Santarém) fue una carrera ciclista profesional portuguesa que se disputaba en el Distrito de Santarém, a mediados del mes de marzo.
Se creó en 1997 en la categoría 2.4 y desde el 2002 en la categoría 2.2. En el 2004 descendió a la categoría 2.5 (última categoría del profesionalismo). Desde la creación de los Circuitos Continentales UCI formó parte del UCI Europe Tour, primero dentro de la categoría 2.2 (igualmente última categoría del profesionalismo). ascendiendo al año siguiente a la categoría 2.1, hasta su desaparición en 2008.
A lo largo de la historia tuvo diversos nombres, aunque siempre fue conocido en español como Gran Premio Mosqueteros-Ruta del Marqués y posteriormente Vuelta al Distrito de Santarém debido a que son los nombres que más años se han utilizado oficialmente. Siendo estos todos los nombres oficiales que ha tenido:
- ? (1997-1998)
- GP Internacional Telecom (1999)[4]
- GP Portugal Telecom (2000)[4]
- GP Mosqueteiros-Rota do Marquês (2001-2003)[1][4]
- GP Estremadura-RTP (2004)[5][4]
- GP Internacional do Oeste RTP (2005)[6][4]
- Volta ao Distrito de Santarém (2006-2008)[7][4]

La prueba constaba de cuatro etapas, una de ellas contrarreloj. La prueba comemenzaba en la ciudad de Fátima y concluía en la ciudad de Santarém.

## Palmarés
| Año                                      | Ganador                   | Segundo               | Tercero                 |
| ---------------------------------------- | ------------------------- | --------------------- | ----------------------- |
| 1997                                     | Saulius Sarkauskas        | Candido Barbosa       | Jeremy Hunt             |
| 1998                                     | Candido Barbosa           | Jacek Mickiewicz      | Manuel Pedro Liberato   |
| Gran Premio Internacional Telecom        |                           |                       |                         |
| 1999                                     | Paolo Lanfranchi          | Mikel Pradera         | Felice Puttini          |
| Gran Premio Portugal Telecom             |                           |                       |                         |
| 2000                                     | José Azevedo              | José Alberto Martínez | Aitor Osa               |
| Gran Premio Mosqueteros-Ruta del Marqués |                           |                       |                         |
| 2001                                     | Igor González de Galdeano | Vitor Manuel Gomes    | Melcior Mauri           |
| 2002                                     | Rui Lavarinhas            | Joan Horrach          | Bruno Castanheira       |
| 2003                                     | Cándido Barbosa           | Alexei Markov         | Claus Michael Møller    |
| Gran Premio Estremadura-RTP              |                           |                       |                         |
| 2004                                     | Carlos García Quesada     | Candido Barbosa       | José Adrián Bonilla     |
| Gran Premio Internacional del Oeste RTP  |                           |                       |                         |
| 2005                                     | Candido Barbosa           | Aitor Pérez Arrieta   | Carlos Castaño Panadero |
| Vuelta al Distrito de Santarém           |                           |                       |                         |
| 2006                                     | Lars Boom                 | Benjamin Day          | Manuel Lloret           |
| 2007                                     | Robert Hunter             | Martín Garrido        | Lars Boom               |
| 2008                                     | Maurizio Biondo           | László Bodrogi        | Andreas Klöden          |

## Palmarés por países
| País         | Victorias |
| ------------ | --------- |
| Portugal     | 5         |
| España       | 2         |
| Italia       | 2         |
| Lituania     | 1         |
| Países Bajos | 1         |
| Sudáfrica    | 1         |